# Cophixalus timidus
Cophixalus timidus es una especie de anfibio anuro de la familia Microhylidae.

## Distribución geográfica
Esta especie es endémica de la provincia de Milne Bay de Papua Nueva Guinea. Se conoce solo en la ladera norte del Monte Simpson entre los 1400 y 2500 m de altitud.

## Publicación original
- Kraus & Allison, 2006 : Three new species of Cophixalus (Anura: Microhylidae) from southeastern New Guinea. Herpetologica, vol. 62, n.º 2, p. 202-220[6]